# Gary Coleman

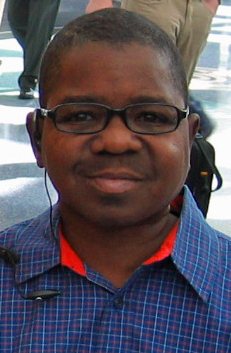
Gary Coleman (2005)

Gary Wayne Coleman (* 8. Februar 1968 in Zion, Illinois; † 28. Mai 2010 in Provo, Utah) war ein US-amerikanischer Schauspieler. Coleman war infolge einer entzündlichen Nierenerkrankung pathologisch kleinwüchsig, so dass er noch als erwachsener Mann das körperliche Erscheinungsbild eines Kindes besaß.

## Leben und Arbeit
Gary Coleman wuchs als Adoptivkind von Willie und Sue Coleman im US-Bundesstaat Illinois auf. Sein körperliches Wachstum wurde bereits in früher Kindheit durch eine vor allem die Nieren betreffende Krankheit beeinträchtigt. Er war infolgedessen nur 1,42 Meter groß, war auf tägliche Dialysebehandlungen angewiesen und erhielt 1973 und 1984 eine Nierentransplantation.
In den 1970er Jahren begann Coleman als Schauspieler zu arbeiten. Nach Auftritten in Serien wie Die Jeffersons und Good Times erhielt er die Rolle des Arnold Jackson in der Familienserie Noch Fragen Arnold? (Diff’rent Strokes), die er von 1978 bis 1986 verkörperte. Die Rolle des Arnold, des Adoptivsohns eines gutmütigen älteren Witwers, machte Coleman binnen kurzer Zeit landesweit bekannt und brachte ihm ein Vermögen ein: Zuletzt erhielt er 70.000 US-Dollar pro Folge. Seine Popularität basierte dabei vor allem auf seinem „Putto-haften“, kindlich-niedlich runden Gesicht, das ihn über Jahre zu einem Publikumsliebling machte.

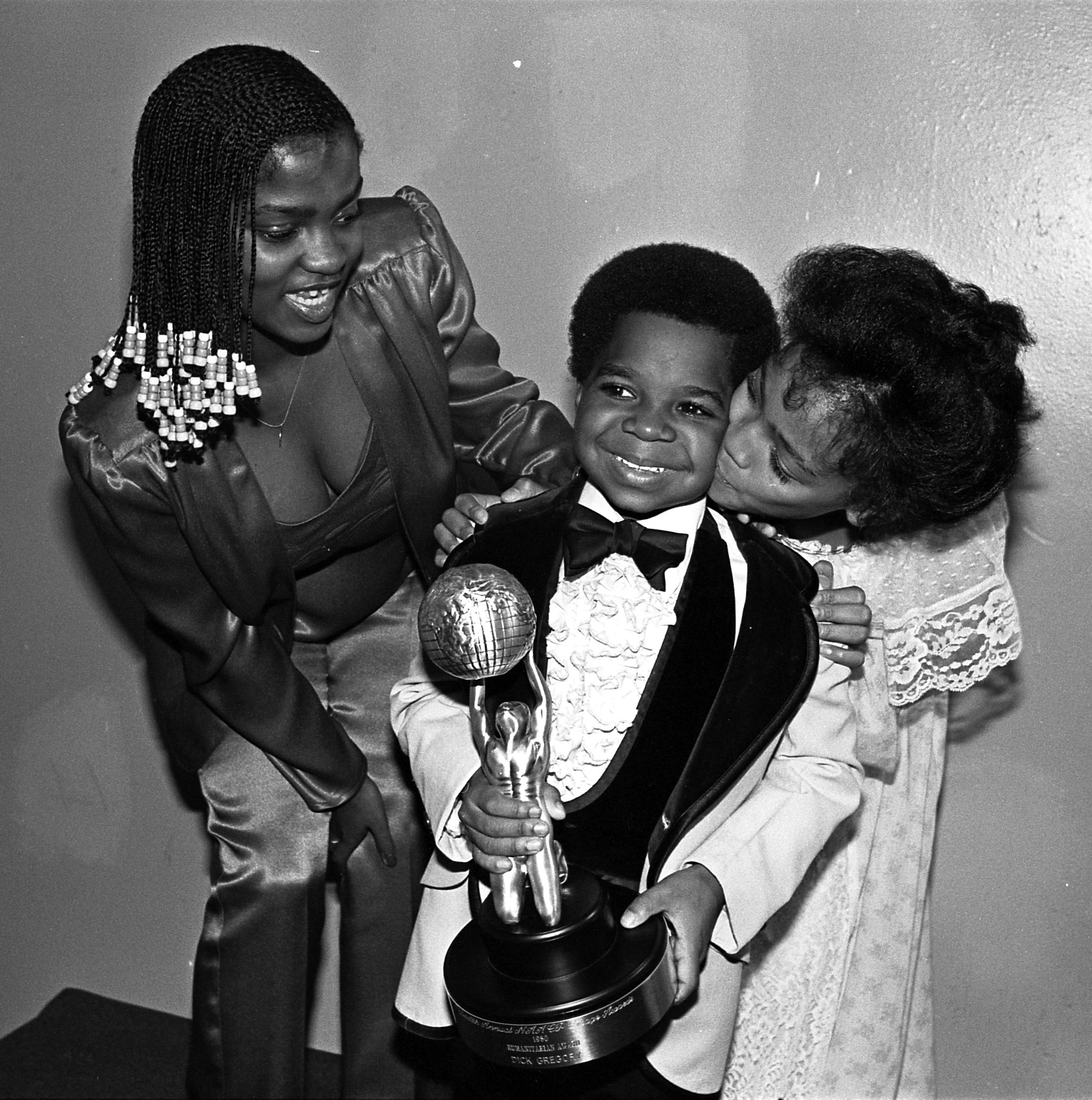
Gary Coleman mit dem NAACP Image Award für den Fernsehfilm The Kid from Left Field (1980)

In den 1980er Jahren trat Coleman als Hauptdarsteller in zahlreichen eingängigen und unterhaltenden Fernsehfilmen wie On the Right Track und The Kid with the Broken Halo auf. Darüber hinaus produzierte das Trickfilmstudio Hanna Barbera die nach ihm benannte Zeichentrickserie The Gary Coleman Show, in der Coleman eine animierte Version seiner Person synchronisierte.
In den späten 1980er und frühen 1990er Jahren wurde Coleman mediale Aufmerksamkeit aufgrund persönlicher Schicksalsschläge zuteil: Nachdem seine Eltern und sein Manager sein Millionenvermögen veruntreut hatten, war er zeitweise genötigt, als Kaufhauswachmann zu arbeiten, und musste 1999 Privatinsolvenz erklären. In den 1990ern trat Coleman häufig in Gastrollen in Sitcoms wie Eine schrecklich nette Familie, Der Prinz von Bel-Air (1996) und Die Simpsons (1999) auf. Des Weiteren konzentrierte er sich seit den 1990ern vermehrt auf Auftritte in „modernen Unterhaltungsformen“. So hatte er Rollen in Musikvideos wie Kid Rocks Cowboy sowie John Cenas Bad, bad Man und lieh seine Stimme Charakteren in den Computerspielen The Curse of Monkey Island und Postal 2 (2003). Er übernahm später auch noch in vielen Filmen und Serien Gastrollen wie z. B. in Drake & Josh und What’s Up, Dad?.
2003 kandidierte Coleman für das Amt des Gouverneurs des US-Bundesstaates Kalifornien. Dabei erhielt er 14.242 Stimmen und von 135 Kandidaten die achtmeisten.
2004 trat er in der Fernsehshow Surreal Life und in einer Folge der Fernsehserie Drake & Josh auf. Von 2006 bis 2007 agierte er als Werbeträger in Werbefilmen der Firma CashCall, in denen er den Zuschauern die Botschaft „Pay your bills on time and everyone will love you“ mit auf den Weg gab.
2005 wählten die Zuschauer des US-Fernsehsenders VH1 Coleman in einem Ranking der „Hundert größten Kinderstars aller Zeiten“ auf den ersten Platz noch vor Elizabeth Taylor oder Shirley Temple.
Seit 2003 wird auf dem New Yorker Broadway das Musical Avenue Q gespielt, in dem ein Charakter, der Gary Coleman darstellt, eine gehobene Nebenrolle innehat und das 2004 einen Tony Award gewann. Coleman selbst hat wiederholt sein Missfallen über das Stück ausgedrückt.
Coleman starb mit nur 42 Jahren an den Folgen einer Hirnblutung, die er sich bei einem Sturz in seinem Haus zugezogen hatte. Bis zu seinem Tod hatte Coleman auch als Wachmann gearbeitet.